# ヨスバー・ズルエタ
ヨスバー・ホセ・ズルエタ（Yosver José Zulueta, 1998年1月23日 - ）は、キューバのビジャ・クララ州レメディオス出身のプロ野球選手（投手）。右投右打。MLBのシンシナティ・レッズ所属。

## 経歴

### キューバ時代
2016年にキューバ国内リーグであるセリエ・ナシオナル・デ・ベイスボルのナランハス・デ・ビジャ・クララでデビューし、2018年まで3シーズンプレーした。
2019年にアメリカ合衆国へ亡命した。

### ブルージェイズ時代
2019年6月11日にトロント・ブルージェイズと契約した。契約金は100万ドル。契約後すぐに右肘のトミー・ジョン手術を受けた。
2021年に傘下のA級ダニーデン・ブルージェイズで実戦復帰したが、初登板の最初の打者との対戦で、ベースカバーに入った際に右膝の前十字靱帯を断裂し、そのままシーズン終了となった。
2022年にA級ダニーデンで復帰し、その後A+級バンクーバー・カナディアンズ、AA級ニューハンプシャー・フィッシャーキャッツ、AAA級バッファロー・バイソンズへ昇格。4チーム合計で21試合（先発12試合）に登板して2勝5敗、防御率3.72、84奪三振の成績を記録し、シーズン途中にはオールスター・フューチャーズゲームに選出された。オフにルール・ファイブ・ドラフトでの流出を防ぐために40人枠に登録された。
2023年はAAA級バッファローで45試合（先発7試合）に登板し、4勝4敗、防御率4.08、73奪三振を記録した。
2024年3月28日にDFAとなった。

### レッズ時代
2024年3月28日にウェイバー公示を経てシンシナティ・レッズへ移籍した。6月25日にメジャーに初昇格し、同日のピッツバーグ・パイレーツ戦でメジャー初登板。以後は昇格と降格を繰り返しながらメジャーで12試合にリリーフ登板し、防御率4.96、20奪三振を記録した。

## 詳細情報

### 年度別投手成績
| 年 度    | 球 団    | 登 板 | 先 発 | 完 投 | 完 封 | 無 四 球 | 勝 利 | 敗 戦 | セ 丨 ブ | ホ 丨 ル ド | 勝 率 | 打 者 | 投 球 回 | 被 安 打 | 被 本 塁 打 | 与 四 球 | 敬 遠 | 与 死 球 | 奪 三 振 | 暴 投 | ボ 丨 ク | 失 点 | 自 責 点 | 防 御 率 | W H I P |
| -------- | -------- | ----- | ----- | ----- | ----- | -------- | ----- | ----- | -------- | ----------- | ----- | ----- | -------- | -------- | ----------- | -------- | ----- | -------- | -------- | ----- | -------- | ----- | -------- | -------- | ------- |
| 2024     | CIN      | 12    | 0     | 0     | 0     | 0        | 0     | 0     | 0        | 0           | ----  | 69    | 16.1     | 15       | 2           | 7        | 0     | 1        | 20       | 1     | 0        | 10    | 9        | 4.96     | 1.35    |
| MLB：1年 | MLB：1年 | 12    | 0     | 0     | 0     | 0        | 0     | 0     | 0        | 0           | ----  | 69    | 16.1     | 15       | 2           | 7        | 0     | 1        | 20       | 1     | 0        | 10    | 9        | 4.96     | 1.35    |

- 2024年度シーズン終了時

### 年度別守備成績
| 年 度 | 球 団 | 投手（P） | 投手（P） | 投手（P） | 投手（P） | 投手（P） | 投手（P） |
| 年 度 | 球 団 | 試 合     | 刺 殺     | 補 殺     | 失 策     | 併 殺     | 守 備 率  |
| ----- | ----- | --------- | --------- | --------- | --------- | --------- | --------- |
| 2024  | CIN   | 12        | 3         | 3         | 0         | 0         | 1.000     |
| MLB   | MLB   | 12        | 3         | 3         | 0         | 0         | 1.000     |

- 2024年度シーズン終了時

### 記録
MiLB
- オールスター・フューチャーズゲーム選出：1回（2022年）

### 背番号
- 67（2024年 - ）